# Habronattus oregonensis
Habronattus oregonensis är en spindelart som först beskrevs av Peckham, Peckham 1888.  Habronattus oregonensis ingår i släktet Habronattus och familjen hoppspindlar. Inga underarter finns listade i Catalogue of Life.